# Hieracium agastophyes
Hieracium agastophyes es una especie de planta con flor del género Hieracium, de la familia Asteraceae, orden Asterales.

## Distribución
Hieracium agastophyes se distribuye por Islandia.

## Taxonomía
Fue descrita científicamente por Oskarsson. Fue publicada en Vísindafj. Íslend. 31 (Descr. Hierac. Icel.): 61 (1957).